# Alessandro Martelli
Alessandro Leopoldo Eugenio Enrico Martelli (Caltanissetta, 25 novembre 1876 – Firenze, 5 ottobre 1934) è stato un geologo e politico italiano.
È stato senatore e ministro del Regno d'Italia, nonché presidente della Società Geologica Italiana e dell'AGIP.

## Biografia
Figlio dell'ingegnere Federigo Martelli (1842) e di Matilde Negri, si è formato in Toscana, tra Vinci (luogo di origine della famiglia) e Firenze, laureandosi in scienze naturali nel 1900 presso l'Istituto di Studi Superiori, dove è rimasto come assistente di Carlo De Stefani, docente di geologia. Grazie ad alcune ricerche stratigrafiche sul Montenegro, ha vinto, nel 1904, un premio messo in palio dall'Accademia dei Lincei per la mineralogia e la geologia. Conseguita l'abilitazione alla libera docenza e, nel 1910, la nomina a professore ordinario di mineralogia e geologia applicata, Martelli è rimasto nell'ateneo fiorentino sino al 1927, data del trasferimento all'Università La Sapienza di Roma, dove ha retto la pari cattedra.
La sua carriera politica ha inizio nel 1921 con la candidatura alle elezioni, nel tentativo, rivelatosi vano, di essere eletto deputato. Avvicinatosi al fascismo, ha partecipato alla marcia su Roma e, nel 1924, si è nuovamente candidato alla Camera dei deputati, tra le file del Partito Nazionale Fascista, riuscendo ad ottenere lo scranno nel collegio della Toscana. Dal 1926 al 1928, nella duplice veste di tecnico e di politico, che lo ha portato ad essere sottosegretario di Stato alle comunicazioni, si è occupato di ricerche minerarie e di trasporti, autostradali e ferroviari. Con la nomina a ministro dell'Economia Nazionale, che ha avuto dal luglio 1928 al settembre 1929, si è interessato delle politiche energetiche, approntando, tra l'altro, una ristrutturazione dell'Agip, una connessa campagna di ricerca petrolifera in Italia e la riduzione delle tariffe degli idrocarburi.
La sua attività di geologo si è indirizzata prevalentemente sulla petrografia, con lo studio dei minerali appenninici e dell'isola di Ustica, poi delle isole egee. Successivamente le sue indagini, influenzate dalla carriera politica, si sono rivolte allo studio delle materie prime per l'approvvigionamento bellico e sul petrolio, tema sul quale ha pubblicato diversi saggi tra il 1925 e il 1933. Socio di innumerevoli istituzioni culturali e scientifiche, fra le quali l'Accademia dei Lincei, l'Accademia dei Georgofili e la Società Geografica Italiana, Martelli è stato presidente dell'Agip dal 1932 e della Società Geologica Italiana nel 1933.